# Lasarew-Bucht
Die Lasarew-Bucht ist eine Bucht zwischen der Alexander-I.-Insel und der Rothschild-Insel, die an der Südseite vom Schelfeis zwischen beiden Inseln begrenzt wird.
Die Nordküste der Alexander-I.-Insel hatte Fabian Gottlieb von Bellingshausen 1821 bei der ersten russischen Antarktisexpedition (1819–1821) gesichtet. Luftaufnahmen, die bei der Ronne Antarctic Research Expedition (1947–1948) unter der Leitung des US-amerikanischen Polarforschers Finn Ronne entstanden, dienten dem britischen Geographen Derek Searle vom Falkland Islands Dependencies Survey im Jahr 1960 der Kartierung. Das UK Antarctic Place-Names Committee benannte die Bucht nach Michail Petrowitsch Lasarew (1788–1851), Kommandant der Fregatte Mirny bei Bellingshausens Expedition.